# Évaluation quantitative des précipitations

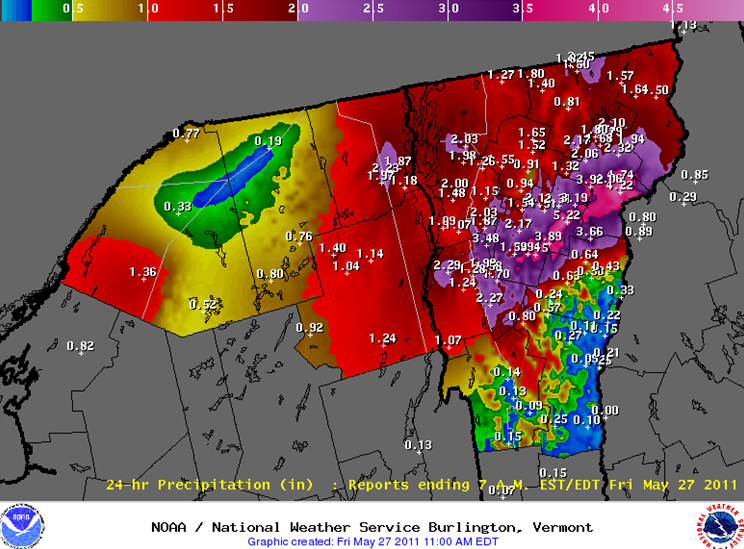
Évaluation quantitative des précipitations tombées du 26 au 27 mai 2011 (en couleur) avec les quantités mesurées ponctuellement par pluviomètres (en pouces).

L’évaluation quantitative des précipitations (souvent connu de l'anglais par QPE) est une méthode d’approximation de la quantité de précipitations tombées à un endroit ou dans une région. Les cartes de la quantité estimée de précipitations tombées sur une certaine zone et sur une période donnée sont compilées en utilisant plusieurs sources de données différentes, y compris des observations in situ de pluviomètres manuels ou de stations météorologiques automatiques, de données de radars et de satellites météorologiques. Ce travail est fait en continu par les services météorologiques nationaux.

## Principe
Les données provenant des différents types d'appareil ont des portées différentes :
- Les pluviomètres sont des appareils ponctuels qui donnent une valeur de précipitations ne représentant qu'une zone limitée autour de lui. Celle-ci sera plus étendue lors de précipitations continues de grande échelle, comme une tempête automnale, mais sera très faible en situation d'averses ou orages alors que ces phénomènes peuvent passer très près de la station sans même y laisser une goutte.
- Les radars et satellites météorologiques peuvent détecter à distance les précipitations pour des usages hydrométriques. Ils complètent idéalement un réseau de pluviomètres en étendant la prise de données sur une grande superficie, le réseau servant à leur étalonnage.

Un certain nombre d'algorithmes doivent être utilisés pour intégrer toutes ces sources ayant chacune une résolution différentes et des marges d'erreurs différentes,. En général, des méthodes d'estimation probabilistes des précipitations sont utilisées, combinant les données des différentes sources avec la pluviométrie climatologique de la région concernée, donnant à chaque donnée un poids dans l'équation selon ses caractéristiques propres,. 
Depuis l'amélioration des modèles de prévision numérique du temps, l'évaluation utilise souvent la prévision quantitative de précipitations comme champs de départ. La comparaison entre la prévision et l'observation est alors considéré comme étant relatif à l'erreur systématique du modèle utilisé. L'une des méthodes les plus connues dans ce cas est celle de l'erreur systématique qui compare point par point la prévision à l'observation en vue entre donnant 1 pour une prévision exacte et zéro pour une inexacte. Ainsi, la somme normalisée de la comparaison doit tendre vers 1.

## Limitations
Chacun des appareils utilisés comporte une marge d'erreur. De plus, les données estimées par radar et satellite, bien que couvrant un large domaine, dépendent de la calibration utilisée entre l'intensité des échos et le taux de précipitations ainsi que de l'enlèvement des artéfacts qui peuvent se mêler aux véritables échos de retour au radar ou au satellite (échos revenant du sol, zone de blocage du faisceau, précipitations mélangées de pluie et de neige, etc.),,. Pour avoir une estimation plus exacte des accumulations, il faudra les filtrer avant de produire des cartes mais ce n'est pas toujours possible d'enlever toutes les mauvaises données.